# 大赉乡
大赉乡，是中华人民共和国吉林省白城市大安市下辖的一个乡镇级行政单位。

## 行政区划
大赉乡下辖以下地区：
长白村、城南村、兴华村、嫩江村、永昌村、铁北村、林业村和渔业村。